# La valle dei castori
La valle dei castori (In Beaver Valley) è un documentario del 1950 diretto da James Algar, secondo cortometraggio della serie La natura e le sue meraviglie prodotta dalla Walt Disney Productions.  Nel 1951 si è aggiudicato il premio Oscar come miglior cortometraggio a 2 bobine e l'Orso d'oro come miglior documentario alla 1ª edizione del Festival di Berlino.

## Trama
Filmato nelle regioni selvagge di Montana e Minnesota, il documentario segue la vita di un gruppo di castori, oltre a ritrarre le attività di altri animali come coyote, orsi e lontre.

## Distribuzione
Il documentario è stato proiettato per la prima volta negli Stati Uniti il 19 luglio 1950. Ne 2006 è stato distribuito in DVD, con gli altri documentari della serie La natura e le sue meraviglie, come parte della Walt Disney Legacy Collection. La voce narrante della versione italiana è in effetti quella di Roldano Lupi, anche se nei titoli di coda viene indicato erroneamente come narratore Rolf Tasna.

### Date di uscita
- USA (In Beaver Valley) - 19 luglio 1950
- Italia (La valle dei castori) - 8 dicembre 1950
- Finlandia (Majavalaakso) - 15 dicembre 1950
- Svezia (Bäverdalen) - 18 dicembre 1950
- Francia (La Vallée des castors) - 22 dicembre 1950

- Regno Unito (In Beaver Valley) - 26 luglio 1951
- Germania Ovest (Im Tal der Biber) - 21 dicembre 1951
- Danimarca (Bæverdalen) - 26 dicembre 1951
- Spagna (En el valle de los castores) - 6 aprile 1958
- Uruguay (El valle de los castores) - 3 marzo 1959

## Riconoscimenti
- 1950 – Mostra internazionale d'arte cinematografica di Venezia
Premio speciale della giuria
- 1951 – Premio Oscar
Miglior cortometraggio a 2 bobine
- 1951 – Festival internazionale del cinema di Berlino
Orso d'oro (documentari)
- 1952 – British Academy Film Awards
Miglior documentario